# Chapelle Saint-Sébastien de Pléhérel
La chapelle Saint-Sébastien de Pléhérel est située sur la commune de Fréhel en France.

## Localisation
La chapelle est située sur la commune de Fréhel, au fond d'un vallon, dans le département des Côtes-d'Armor, dans la région Bretagne.

## Description
La chapelle date du XVIe siècle, elle est composée d'une nef rectangulaire flanquée d'une chapelle carrée. Édifice de style gothique, à vaisseau unique, construit en mœllons de grès, schiste et granite avec quelques parties en pierre de taille. Les trois portes d'entrée comportent quelques moulures sur les montants et des archivoltes à crochets. L'édifice est couvert par une charpente apparente et lambrissée dans la nef. Le grand vitrail du chevet est du XVIe siècle et a été restauré en 1987 par l'atelier Hubert de Sainte Marie ; il évoque le martyr de Saint Sébastien sous l'empereur Dioclétien,,.

## Historique
À l'emplacement de la chapelle actuelle existait une chapelle dédiée aux Templiers construite en 1536 par un maçon dénommé Cozic (d'après inscription), érigée en chapelle de secours le 7 août 1806, mentionnée en ruine en 1935 et restaurée au cours de la deuxième moitié du XXe siècle,.
Elle est inscrite au titre des monuments historiques par arrêté du 25 février 1928.

## Galerie

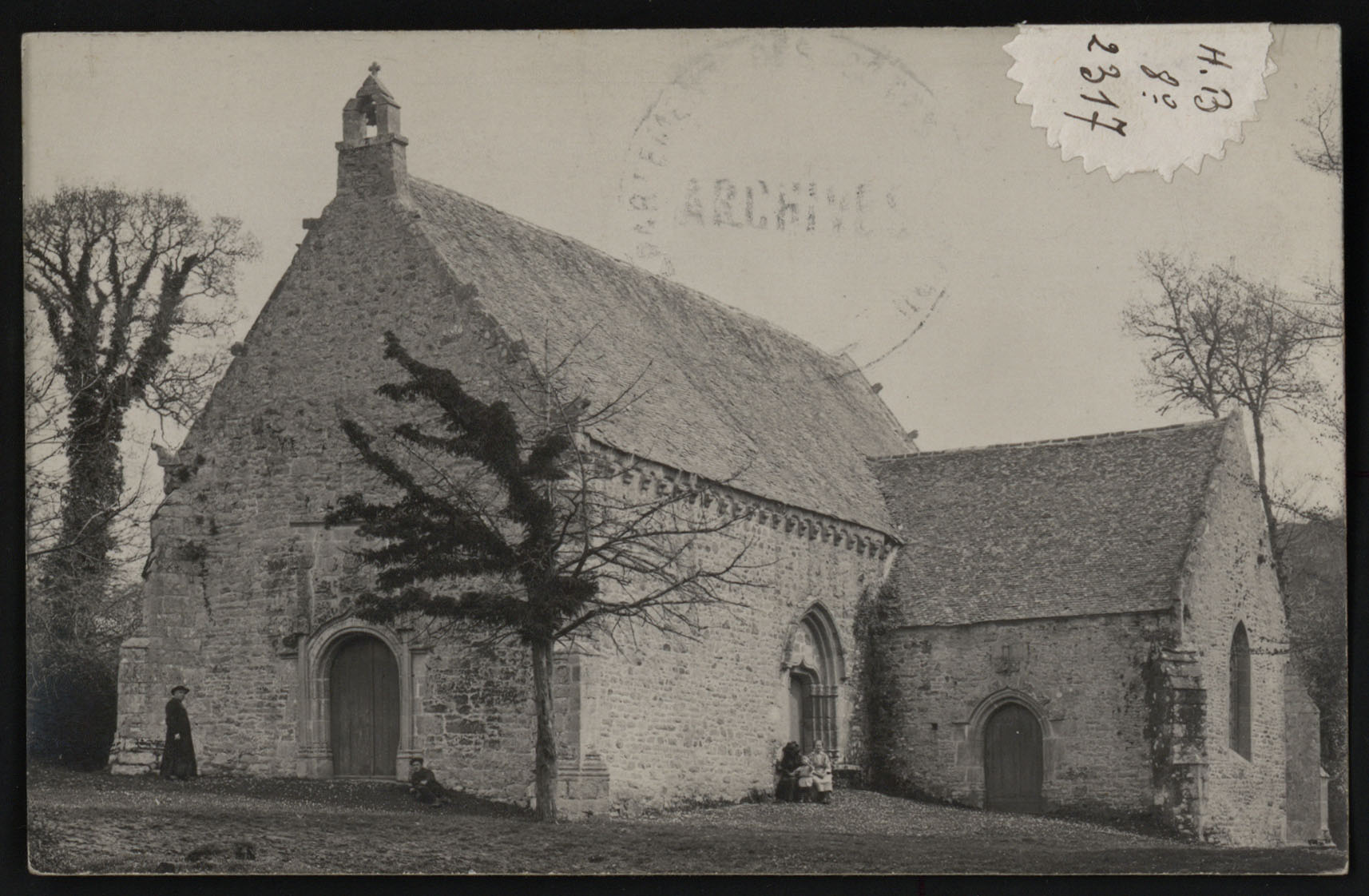
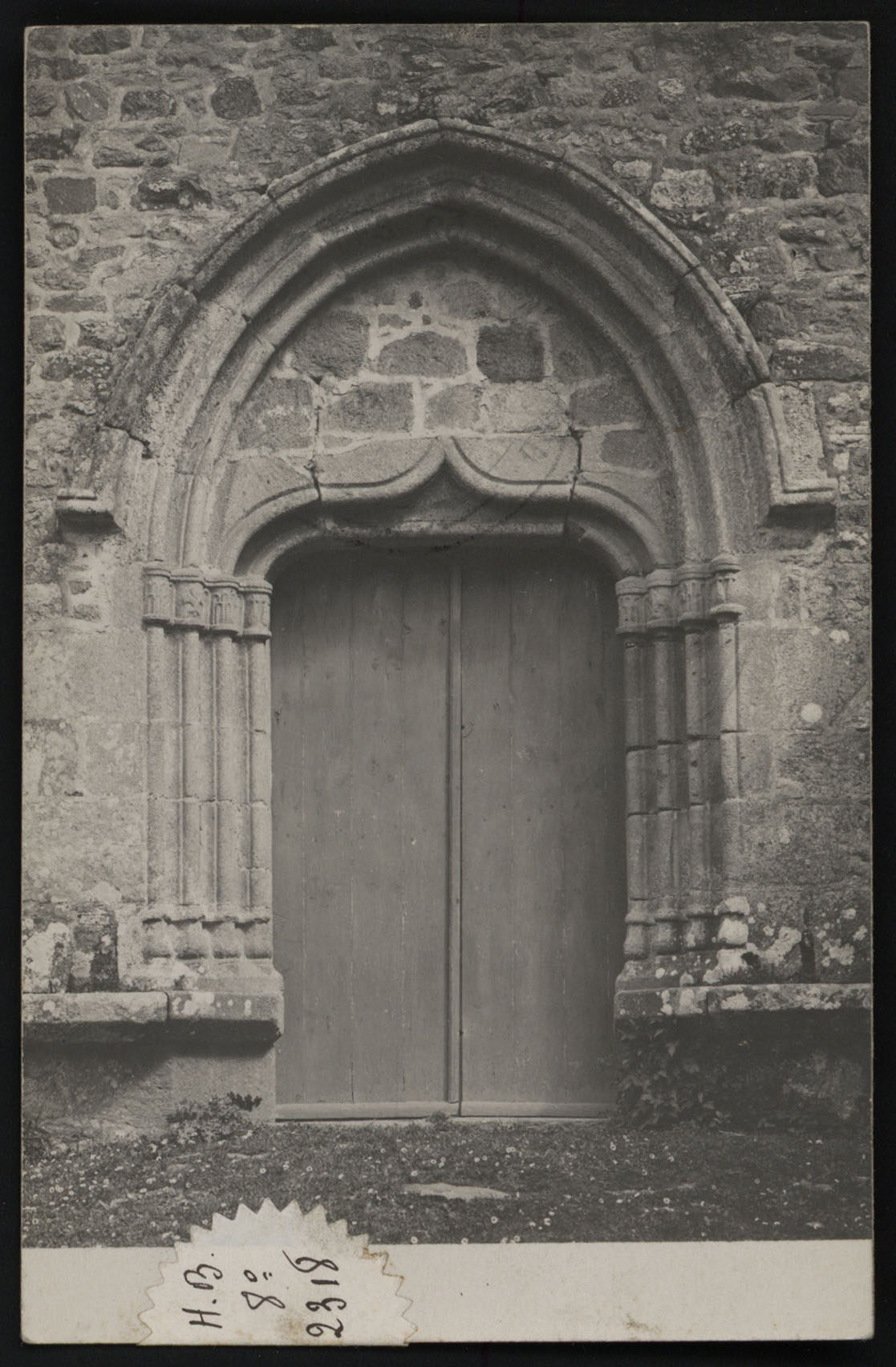
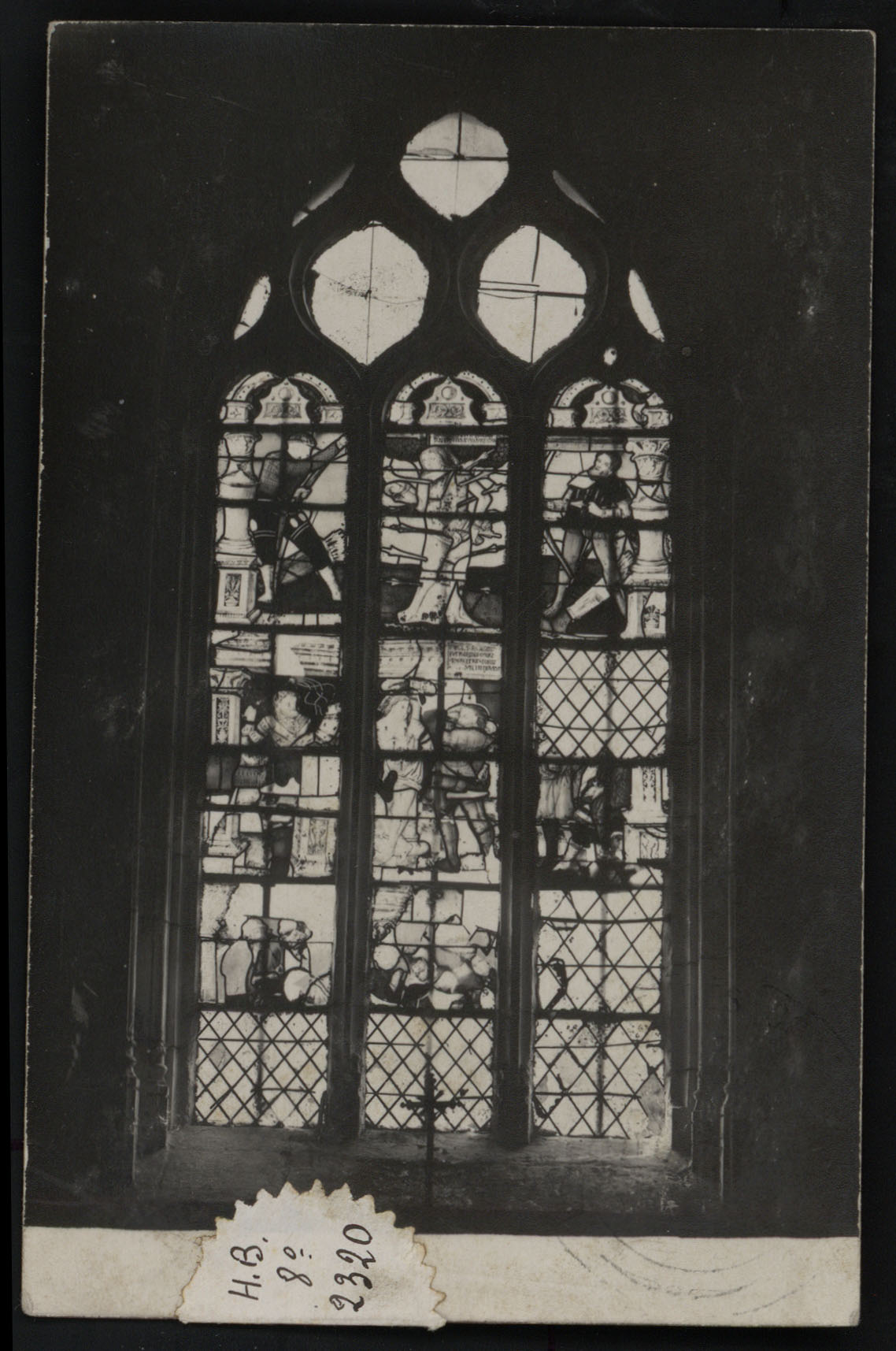